# Charles Masterman
Charles Frederick Gurney Masterman (1873. október 24. – 1927. november 17.) brit liberális politikus, újságíró.

## Élete

### Ifjúkora
1873-ban született Rotherfieldben, Sussexben, családja kúriáján. Felfőfokú tanulmányait Cambridge-ben végezte. Újságírási hajlama már ekkoriban megmutatkozott, ugyanis a Granta,  a Daily News, az Athenaeum és a Nation lapokat szerkesztette. 1890ben (17 éves korában) Londonba költözött, ahol élményeinek hatására könyvek írásába kezdett. Néhány évvel később megjelent első kötete is From the Abyss címmel 1902-ben. További két könyvet írt: In Peril of Change (1905) és The Condition of England (1909) címmel.

### Pályafutása
Masterman az 1906-os önkormányzati választásokat követően jutott be a brit parlamentbe a Liberális Párt jelöltjeként. A brit alsóház tagjaként hamar megismerkedett Herbert Asquith-tal a Liberális Párt és az Egyesült Királyság későbbi elnökével.
Az első világháború kitörésekor a brit propaganda egyik fontos irányítója volt, ahol olyan kiforrott írókkal dolgozott, mint John Buchan, vagy Arthur Conan Doyle. Munkájuk során három fontosabb könyvet jelentettek meg, ezek a Britain's War By Land (1915), a History of the War (1916) és a The Battle of the Somme (1916) volt. A könyveket a háború során 17 nyelvre lefordították és összesen több mint kétmillió példányban keltek el, ami a háború alatt igen jelentős eredmény. A háború vége felé Masterman részt vett David Lloyd George koalíciós kormányában, ám az 1918-as önkormányzati választásokat követően elvesztette székét a parlamentben. Ezt követően visszavonult a politikai élettől.
Élete vége felé egyre többször küszködött romló egészségi állapotával. 1927-ben hunyt el. 